# Проня (приток Оки)
Про́ня — река в Рязанской и Тульской областях России, правый приток реки Оки.
Длина реки 336 км, площадь бассейна 10,2 тыс. км², средний уклон 0,3 м/км, средний расход воды в устье около 50 м³/с.
На Проне стоят города Михайлов, Новомичуринск, посёлки городского типа Октябрьский, Пронск. Недалеко от реки стоит город Кораблино. В низовьях от пристани Перевлес судоходна.
Исток Прони находится в деревне Костино Рязанской области близ границы с Тульской областью, к востоку от Кимовска и югу от Михайлова. Исток лежит на северо-восточных склонах Среднерусской возвышенности, на водоразделе с бассейном Дона.
Долина реки — узкая, русло — извилистое и неглубокое. Дно илистое, местами каменистое и песчаное. Скорость течения — небольшая. Берега в верховьях крутые, в среднем и нижнем течении Проня течёт по Окско-Донской равнине, берега здесь более пологие. Лесов по берегам практически нет.
В верховьях река описывает большую петлю к городу Михайлов, заходя в Тульскую область. За Михайловом Проня течёт на восток, в Пронске принимает справа Кердь. Ниже на реке расположено ещё одно водохранилище, созданное в 70-х годах XX века для целей Рязанской ГРЭС, построенной в расположенном на берегу водохранилища города Новомичуринск. Миновав Кораблино, поворачивает на север. Чуть ниже принимает справа свой крупнейший приток — Ранову. Проня впадает в Оку южнее города Спасск-Рязанский на высоте 88 м над уровнем моря.
Питание в основном снеговое. Весеннее половодье, летне-осенняя межень. Замерзает в конце ноября, вскрывается в апреле.
Ранее по реке осуществлялся сплав леса. Река пользуется популярностью у рыбаков.
Недалеко от села Ижеславль, на правом берегу реки находится Ижеславское городище — памятник культуры XI—XIII веков.

## Притоки
(км от устья)
- 5,3 км: ручей Кирица
- 33 км: ручей Улас
- 38 км: Лучка
- 47 км: Итья
- 54 км: Ранова (правый)
- 68 км: Лоша
- 83 км: Алешня
- 95 км: Молва
- 120 км: Галина
- 140 км: Кердь (правый)
- 160 км: Туромша
- 167 км: ручей Оврашевка
- 187 км: Локня
- 190 км: Жрака
- 201 км: Алешенка
- 236 км: река без названия, у с. Курлышево
- 241 км: река без названия, у с. Каморино
- 252 км: река без названия, у с. Толмачевка
- 257 км: ручей Озерки
- 273 км: Тетяковка
- 275 км: Марковка
- 291 км: Улыбыш
- 308 км: Ясменка
- Глинка
- Ива
- Пашечка

## Населённые пункты от истока к устью
- исток
- Костино
- Лужки
- Бутырки
- Половнево
- Покровское 2
- Огибалово
- Иваньково
- Новая Деревня
- Раздольное
- Самара
- Пронское водохранилище
  - Солнечное
  - Горностаевские выселки
  - Красное Городище
  - Ржевка
  - с. Казаки 1
  - Гремячее
  - Мирный
  - Стрельцы
  - Новики
  - Пушкари
- Беломестное
- Иваньково
- Толмачевка
- Орловка
- Фустово
- Плоское
- Иваньково
- Проне-Городище
- Красная звезда
- Курлышево
- Серебрянь
- Горенка
- пгт. Октябрьский
- Змеинка
- Первомайский
- Козловка
- г. Михайлов
- Прудская
- Прудские телятники
- Заречье 1
- Заречье 2
- Малое Свистово
- Рачатники
- Большое Свистово
- Лубянка
- Николаевка
- Локня
- с. Ижеславль
- Студенец
- Покровка
- Яблонево
- Альютово
- Новики
- Староникольская слобода
- пгт. Пронск
- Гниломедово
- Студенец
- Совхоз погореловский
- Береговая погореловка
- Набоково
- Водохранилище
  - г. Новомичуринск
  - Денисово
- Бестужево
- Шилово
- Ляпуновка
- Красные выселки
- 2-е отделение совхоза Красное
- 1-е отделение совхоза Красное
- Быково
- Красная поляна
- Ухорские выселки
- Лужки
- Слободка
- Незнаново
- Семион
- Гудово
- Ефремовские хутора
- Волоховские выселки
- Вельяминовка
- Коленцы
- Юмашево
- Лучинск
- Бутырки
- Аристово
- Мелекшино
- Татаркино
- Столпцы
- Муняково
- Жерновище
- Ершово
- Большое пирогово
- Перевлес
- Кутуково
- Пески
- Заречье
- Добрый сот
- Перкино
- Спиртзаводской
- Засечье
- Кирицы
- Никитино
- устье